# Josep Lluís Galiana Gallach
Josep Lluís Galiana Gallach (València, 1961) és un saxofonista, compositor, escriptor i editor espanyol referent de la improvisació lliure, la creació electroacústica, l'Avant Garde jazz i la investigació etnomusicològica.

## Biografia
Titulat pel Conservatori Superior de Música de València i Diplomat en Estudis Avançats (DEA) per la Universitat Politècnica de València, fou professor en el Conservatori Superior de Música de Castelló, on va fundar la seva Big Band de Jazz al 2003, i en els professionals de València i Cullera. Des del 2014 presideix el Laboratori per a la Investigació de Processos Creatius Contemporanis AD LAB. El 2016, funda el segell discogràfic Liquen Records i l'editorial EdictOràlia Llibres i Publicacions.
Entre els anys 1991 i 2013, és redactor del diari Levante-EMV i director del seu fòrum d'opinió, Club Diario Levante, del 1998 al 2013, on organitza nombroses activitats culturals i artístiques com ara els Premis Tirant a la Indústria Audiovisual Valenciana, així com diversos cicles i festivals de música i exposicions d'arts visuals.

## Obra literària
- La libre improvisación musical. Fuente inagotable de inteligencia emocional. València: EdictOràlia Llibres i Publicacions, 2024. ISBN 978-84-126371-5-1[11]
- Tiempo de reverberación. Una aproximación histórica a la música experimental valenciana en el contexto internacional y otros escritos sobre música y política. València: EdictOràlia Llibres i Publicacions, 2022. ISBN 978-84-123485-8-3[12]
- Haikus d'estiu. València: EdictOràlia Llibres i Publicacions, 2021. ISBN 978-84-120023-0-0[13]
- Pianos y pianistas. Dos décadas de crítica musical y otros escritos pianísticos. Valencia: EdictOràlia Llibres i Publicacions, 2020. ISBN 978-84-120023-9-3[14]
- Emociones sonoras. De la creación electroacústica, la improvisación libre, el arte sonoro y otras músicas experimentales. Valencia: EdictOràlia Llibres i Publicacions, 2020. ISBN 978-84-120023-6-2[15]
- Sons compartits. Poemes, textos i pretextos. València: EdictOràlia Llibres i Publicacions, 2018. ISBN 978-84-945465-6-3[16]
- Improvisación Libre. El gran juego de la deriva sonora. València: EdictOràlia Llibres i Publicacions, 2017. ISBN 978-84-945465-3-2[17]
- Escritos desde la intimidad. Conversaciones, artículos de opinión, notas, reseñas y críticas musicales. València: EdictOràlia Llibres i Publicacions, 2016. ISBN 978-84-945465-0-1[18]
- La emoción sonora. De la creación electroacústica, la improvisación libre, el arte sonoro y otras músicas experimentales. València: Piles Editorial de Música, 2014. ISBN 978-84-15928-12-6[19]
- Quartet de la Deriva. València: Editorial Obrapropia, 2012. ISBN 978-84-15453-68-0[20]
- XI Premis Tirant. Festival de l'Audiovisual Valencià. València: Editorial Prensa Valenciana. 2009. ISBN 978-84-92495-00-9
- X Premis Tirant. Festival de l'Audiovisual Valencià. València: Editorial Prensa Valenciana. 2008. ISBN 978-84-87502-67-5

## Discografia
- Textures. Josep Lluís Galiana & Amadeu Marin. València: Liquen Records. DL: V-1778-2024.
- Wade Matthews + CIM.CS. València: Liquen Records. (Digital Edition). May 3, 2024.
- Mike Cooper And Friends: Soprano - An Homage to Lol Coxhill. Diversos Artistes. Australia: Room40 (Digital Edition). February 24th 2024.[21]
- Resonances of Resistance: Sonidos experimentales para Gaza. Diversos Artistes. Murcia: República Ibérica Ruidista’s bandcamp [RIR090]. (Digital Edition. Fabruary 18th, 2024.[22]
- There's always a first. Josep Lluís Galiana & Amadeu Marin. València: Imprósteles #2. (Digital Edition). February 1st, 2024.
- Entartete Improvisationen. Josep Lluís Galiana, Jesús Gallardo & Joan Gómez Alemany. València: Liquen Records. DL: V-304-2024.[23]
- Llibertats Sonores. Josep Lluís Galiana, Avelino Saavedra & Joan Gómez Alemany. València: Liquen Records. DL: V-3980-2023.[24]
- Nanuk l'esquimal. Banda Sonora de Josep Lluís Galiana & Ensemble Impromptu. València: Liquen Records. DL: V-3966-2023.[25]
- First Times. Josep Lluís Galiana & Josu de Solaun. (Melómano de Oro).[26] València: Liquen Records. DL: V-639-2022.[27]
- DIÁLOGOS_creación colaborativa, serie 4 (2021 / 2022). Diversos Artistes. Quilmes (Argentina): Viajero Inmóvil EX]P[RIMENTAL. March 5, 2022.
- Gallarnianas. Josep Lluís Galiana & Jesús Gallardo. València: Liquen Records. DL: V-3181-2021.[28]
- Nomadic Landscapes (2020 / 2021). Josep Lluís Galiana Solos. Quilmes (Argentina): Viajero Inmóvil EX]P[RIMENTAL. VIE068JLGAL (2021).[29]
- Soprano Saxophone Solos.[30][31][32] Josep Lluís Galiana. València: Liquen Records. DL: V-171-2021.[33]
- Traçsonology. Diversos Artistes. (Els millors discos de música clàssica segons la crítica 2020 en el marc dels Premis Enderrock).[34] València: Liquen Records. DL: V-2683-2020.[35]
- Electroacoustic Pieces 1999-2019. Josep Lluís Galiana. València: Liquen Records. DL: V-2628-2019.[36]
- Interaccions sonores. Josep Lluís Galiana & Joan Gómez Alemany. València: Liquen Records. DL: V-2630-2019.[37][38]
- Tenor Saxophone Solos.[39] Josep Lluís Galiana. (5è Millor Disc de Jazz als Premis Enderrock 2019 de la Crítica)[40]. València: Liquen Records. DL: V-2740-2018.[41]
- La paella sònica. València: Liquen Records. DL: V-3452-2019.[42]
- Bregues de Moixos. Bartolomé Ferrando, Josep Lluís Galiana & Avelino Saavedra. València: Liquen Records. DL: V-3349-2018.[43]
- Chaosophy. Who Are These People And What Do They Believe In? Josep Lluís Galiana, El Pricto & Avelino Saavedra. València: Liquen Records. DL: V-3437-2017.[44]
- Critical sounds. Josep Lluís Galiana & Thomas Bjelkeborn. València: Liquen Records. DL: V-3436-2017.[45]
- Strombòtics. Josep Lluís Galiana & Ferran Besalduch. València: Liquen Records. DL: V-827-2017.[46]
- In the middle of nowhere. Josep Lluís Galiana & Avelino Saavedra. València: Liquen Records. DL: V-3-2017.[47]
- Interventions. Ensemble Errante. Bilbao: ZAWP Records. December 31, 2016.[48]
- Too short. Josep Lluís Galiana & Carlos D. Perales. València: Liquen Records. DL: V-1768-2016.[49]
- cuencOSX quartet. ibaibarriaga / galiana / jiménez / perales. Bilbao: ZAWP Records. June 7, 2016.[50]
- En alas del sonido. Diversos Artistes. Granada: Luscinia Discos. DL: GR-148-2016.[51]
- Extatic. Paloma Carrasco, Josep Lluís Galiana & Ricardo Tejero. Madrid: Alina Records. 2016.[52]
- Quorum. Paloma Carrasco, Josep Lluís Galiana & Ricardo Tejero. Madrid: Alina Records. 2016.[53]
- Umbría St. Josep Lluís Galiana & Avelino Saavedra. Valencia: CILESTIS. DL: BI-920-2015.[54]
- Madrít. Josep Lluís Galiana, Guillermo Bazzola & Fernando Lamas. Madrid: Alina Records. 2015.[55]
- ready! Josep Lluís Galiana & Carlos D. Perales. Albacete: Clamshell Records. DL: B-13951-2014.[56]
- Llimb. Josep Lluís Galiana & Víctor Sequí. Madrid: Alina Records. 2014.[57]
- A Chaos Supreme. Seidagasa + Josep Lluís Galiana. Alicante: Seidagasa. October 29, 2013.
- Homenaje a Aram Slobodian. Diversos Artistes. Valencia: AMEE. 2013.[58]
- Transitions. Josep Lluís Galiana & Avelino Saavedra. Granada: Luscinia Discos. DL: GR 714-2013.[59]
- Mariangeles Sánchez Benimeli: Pinceladas sonoras. Berlín: PrimTON Best-Nr.: pT-1072. LC: 23355. 2013.[60]
- Sound In 2012. Diversos Artistes. Madrid: Sound In / Feria de Arte Múltiple Contemporáneo Estampa.[61]
- AMEE 25. XXV Aniversario de la Asociación de Música Electroacústica de España. Diversos Artistes. Valencia: AMEE.[62]
- Colección AMEE. Volumen 02. Diversos Artistes. Valencia: AMEE. DL: M-46608-2010.
- Inside. Josep Lluís Galiana & Gregorio Jiménez. Valencia: Artics Produccions. DL: M-6119-2009.[63]
- Colección AMEE. Volumen 01. Diversos Artistes. Valencia: AMEE. DL: M-47290-2009.
- Khroma Akustikós. Ensemble Impromptu & Ramón López. València: Marmita-Música Viva. DL: V-4717-2007.[64]
- AMEE 20: 20 Aniversario de la Asociación de Música Electroacústica de España. Diversos Artistes. Valencia: Marmita-Música Viva. DL: V-4094-2007.[65]
- Instint. Ensemble Impromptu & Agustí Fernández. València: Marmita-Música Viva. DL: NA-2900-2005.[66]